# Иллирийские императоры
Иллирийские императоры — совокупное название, которым обозначается группа императоров, правившая Древним Римом в 268—282 гг. — от смерти Галлиена (268 г. н. э.) до начала правления Диоклетиана. Своё прозвище получили по провинции Иллирия на Балканском полуострове, откуда были родом наиболее значительные и сохранявшие значимое время власть императоры этого периода: Клавдий II, Аврелиан и Проб. Время иллирийских императоров — переходное, это период становления новой формы правления — домината.

## Список
- См. Список римских императоров#Иллирийские императоры